# Bergssjön, Bohuslän
Bergssjön är en sjö i Uddevalla kommun i Bohuslän och ingår i Bäveåns huvudavrinningsområde. Sjön har en area på 0,201 kvadratkilometer och ligger 48,1 meter över havet. Sjön avvattnas av vattendraget Bäveån (Risån).

## Delavrinningsområde
Bergssjön ingår i det delavrinningsområde (647917-128261) som SMHI kallar för Ovan Bäveån. Medelhöjden är 71 meter över havet och ytan är 23,73 kvadratkilometer. Räknas de 4 avrinningsområdena uppströms in blir den ackumulerade arean 172,1 kvadratkilometer. Avrinningsområdets utflöde Bäveån (Risån) mynnar i havet. Avrinningsområdet består mestadels av skog (57 procent), öppen mark (15 procent) och jordbruk (21 procent). Avrinningsområdet har 0,2 kvadratkilometer vattenytor vilket ger det en sjöprocent på 0,8 procent.